# Sede Capital-Norberto Perone
La Sede Capital - Norberto Perone es un establecimiento propiedad del Racing Club, ubicado en la ciudad de Buenos Aires, Argentina. Localizado en la calle Nogoyá 3051, en el barrio de Villa del Parque, es una de las instalaciones comerciales, deportivas y sociales de la institución.

## Historia
Propiedad del Club Social de Villa del Parque, el edificio fue adquirido por el Racing Club de Avellaneda en 1941. Desde entonces, se convirtió en el principal centro deportivo de la zona y se estima que, por su existencia, la hinchada del Racing Club tiene mayor concentración en la ciudad de Buenos Aires que en las provincias de Argentina.
El 12 de agosto de 1999, en plena quiebra del club, el juez Enrique Gorostegui ordenó rematar la Sede Capital. Mientras los martilleros preparaban la subasta, un grupo de hinchas resistió: unas 20 personas acamparon en el lugar, encadenándose en el edificio, y más de mil se enfrentaron con la policía, lo que dejó 5 detenidos y 3 heridos. Finalmente, el juez suspendió el remate.
Durante 2021, fue utilizada como un centro de vacunación contra el COVID-19 en adultos mayores de 65 años.
El 13 de junio de 2023, Racing —dirigido por Víctor Blanco— la renombró como «Sede Capital - Norberto Perone» en homenaje a uno de los principales defensores de la sede en 1999 y encargado de la misma desde 2014 hasta su fallecimiento.

## Actividades
Las actividades deportivas que pueden realizarse aquí son:
- Baloncesto
- Patín artístico
- Voleibol
- Taekwon-do
- Sipalki-do
- Hockey sobre patines
- Gimnasia artística
- Fútbol infantil
- Gimnasio
- Balonmano
- Judo
- Fútbol sala masculino
- Muay thai
- Aikidó
- Esgrima «Sala Sergio Turiace»
- Fútbol sala femenino

También hay un centro de compra y venta de productos de Racing Club, llamado «Locademia» y oficinas de atención al socio.

## Galería de imágenes
|                                         |
| Aspecto original de la subsede en 1941. |

|                                                     |
| Placa conmemorativa de la fundación de Racing Club. |

|                                                                     |
| Placa conmemorativa a la hinchada por la defensa de la Sede Nogoyá. |

|                      |
| Logotipo de la sede. |

|                                                     |
| Una piscina dentro de las instalaciones de la sede. |

|                                      |
| Vestuario de Racing Club en la sede. |

|                      |
| Interior de la sede. |

|                        |
| Logotipo de Locademia. |